# Ernani Guarita Cartaxo
Ernani Guarita Cartaxo (31 de agosto de 1900 — Curitiba, 11 de novembro de 1967) foi um desembargador e professor catedrático de Direito. Foi presidente do Tribunal de Justiça do Paraná (1965-1966) e diretor da Faculdade de Direito da Universidade Federal do Paraná (1953-1966).
É patrono do fórum de Guarapuava.
Foi professor de Direito Romano, magistrado de carreira, orador e intelectual, reconhecido membro da Academia Paranaense de Letras, autor de obras jurídicas e literárias.
Como presidente do Tribunal de Justiça, impulsionou o progresso das comarcas, promovendo a construção de edifícios de fóruns. Como diretor da Faculdade de Direito incentivou a pesquisa no campo das ciências sociais, políticas e jurídicas.
Foi casado com Maria Rosa Pacheco Cleto Cartaxo, com quem teve três filhos.
Faleceu em Curitiba a 11 de novembro de 1967, com 67 anos.